# Solifugy
Solifugy (Solifugae) jsou řádem pavoukovců (Arachnida). Tito živočichové, dosahující velikosti až 10 cm, jsou nápadní díky svým velikým klepítkám, kterými uchvacují kořist. Na rozdíl od pavouků však nemají jed. Přední část hlavohrudi prosomy je pokrytá pevným, klenutým krunýřem, který ji zřetelně odděluje od zbývající části těla s měkkým pokryvem. Toto tzv. propeltidum, nesoucí pár dobře patrných očí, je velmi pohyblivě spojeno se zbývající částí těla.

## Způsob života
Obývají suché, stepní, nebo pouštní krajiny. Jsou to noční dravci, kteří se přes den ukrývají pod kameny nebo v opuštěných norách různých zvířat. Živí se termity, ale větší druhy jsou schopné ulovit i drobnější obratlovce, jejich kousnutí je velmi bolestivé. Dokážou rychle běhat a při ohrožení vydávat pískavé zvuky. Solifugy jsou agresivní a pro většinu ostatních bezobratlých a některých obratlovců představují smrtelné nebezpečí.

## Rozmnožování
Páření probíhá u solifug velmi bouřlivě. Menší samec se vrhne na větší samici a pevně ji uchopí svými chelicerami, makadly a nohama. Samice upadne do strnulého stavu, během kterého samec rychle vypustí spermatofor a velmi rychle ho vsune do pohlavního otvoru samice. Bezprostředně poté se samice probudí z letargie. Později klade vajíčka do podzemního úkrytu, hlídá je do vylíhnutí mláďat, kterým poté nosí potravu. U solifug dochází často k partnerskému kanibalismu.

## Zástupci
- Solifuga egejská Galeodes graecus – žije v jižní Evropě
- Solifuga sluneční Paragaleodes heliophilus – žije ve střední Asii, jako jediný druh vylézá z úkrytů i za dne